# Vrijwilliger

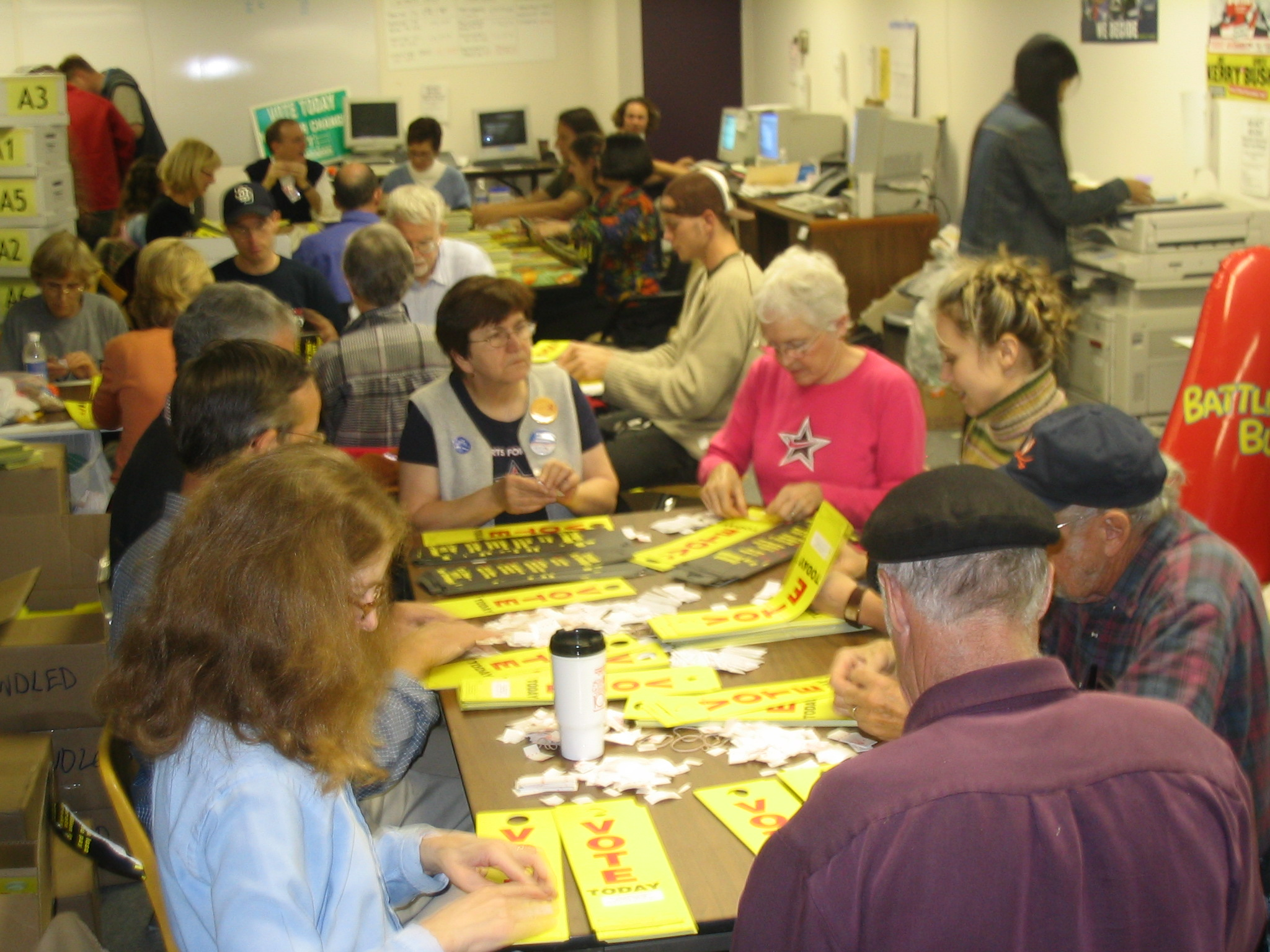
Vrijwilligers bezig met een politieke campagne; V.S., 2004

Een vrijwilliger (vrouwelijke vorm: vrijwilligster), ook wel volontair genoemd, is iemand die uit vrije wil werkzaamheden verricht, buiten een vast dienstverband. 
Vrijwilligerswerk zit verankerd in de Nederlandse samenleving en wordt gezien als een belangrijk onderdeel van kurk waarop de samenleving drijft. Zo werd in Nederland in de periode 2013-2018 gemiddeld 49% van alle werkzaamheden verricht door vrijwilligers. Een vrijwilliger verricht gemiddeld 4,5 uur per week aan vrijwilligerswerk.

## Motieven
Motieven om zich als vrijwilliger aan te melden: 
- humanitaire overwegingen
- het landsbelang of gemeentebelang willen dienen
- om sociale contacten op te doen
- om meer specifieke kennis op te doen van de aard van de werkzaamheden

## Werkgebieden
Vrijwilligers zijn meestal werkzaam in charitatieve organisaties, in de zorgsector, bij de politie, in de ambtenarij, bij sportclubs, bij de vogelwacht, in het onderwijs, in de kerk, in een museum, in een ziekenhuis, in de archeologie, bij genealogische projecten enz.

### UVV
Vrijwilligers voor het welzijnswerk kunnen zich aansluiten bij de Unie van Vrijwilligers (UVV). Zij kunnen hier informatie inwinnen over waar vrijwilligers en in welke sector vrijwilligers nodig zijn.

## Verwachtingen
Van de vrijwilliger wordt verwacht dat hij/zij de werkzaamheden niet vrijblijvend doet, dus er moet door vaste afspraken op de vrijwilliger gerekend kunnen worden. Ook wordt verwacht dat de werkzaamheden in overleg met de leidinggevende worden verricht, waarbij de leidinggevende rekening houdt met de capaciteiten van de vrijwilliger.

## Beloning
Een vrijwilliger kan een forfaitaire kostenvergoeding krijgen of een vergoeding voor de werkelijke kosten. In het algemeen zijn de werkzaamheden onbetaald, of er staat een vergoeding tegenover die lager ligt dan het minimumloon bij betaald werk. Er kan ook een vergoeding in nature plaatsvinden. Voor de verrichte werkzaamheden kan een vrijwilliger die ouder is dan 21 jaar, na afspraak met de organisatie waarvoor hij/zij zich inzet, in aanmerking komen voor een onbelaste vrijwilligersvergoeding van maximaal € 5,50 per uur tot een maximum van € 210,- per maand; voor een vrijwilliger jonger dan 21 jaar gelden de maxima van € 3,25 per uur, tot een maximum van € 210,- (bedragen in 2024)

## Achtergrond
Over het algemeen beschikken vrijwilligers over een hogere opleiding, een kerkelijke achtergrond en een hebben de middelbare leeftijd. 91% van de vrijwilligers geeft aan gelukkig te zijn tegenover 85% bij de beroepsbevolking.

## Militaire vrijwilligers
In meer letterlijke zin is een vrijwilliger iemand die iets uit vrije wil doet. De term wordt ook gebruikt voor mensen die vrijwillig in militaire dienst gaan om te strijden voor een politiek doel. Zo waren er kort na de Tweede Wereldoorlog vrijwilligers die zich aanmeldden voor herstel van de rechtsorde in Nederlands-Indië. Ook bestonden Internationale Brigades uit vrijwilligers uit de hele wereld, die in de Spaanse Burgeroorlog tegen de nationalisten van Franco streden.
Vrijwilligers zijn ook degenen die zich aanmelden voor het Korps Nationale Reserve (reservisten) en voorheen als Kort Verband Vrijwilligers (KVV'ers).

## Chinese vrijwilliger
Een Chinese vrijwilliger is een Vlaamse uitdrukking voor iemand die verplicht wordt om een vervelende taak op zich te nemen.

De oorspronkelijke betekenis komt met grote waarschijnlijkheid van de Koreaanse Oorlog (1950-1953), waar zowel Belgen als Nederlanders meevochten aan de kant van Zuid-Korea. Chinezen werden verplicht om mee te vechten aan de kant van Noord-Korea, maar toch "vrijwilliger" genoemd.